# Бейкер, Бекки Энн
Бекки Энн Бейкер (англ. Becky Ann Baker, род. 17 февраля 1953) — американская актриса, известная благодаря ролям матерей главных персонажей на телевидении.

## Биография
Бейкер родилась в Форт-Ноксе, штат Кентукки, и начала свою карьеру с выступлений в бродвейских мюзиклах. На экране она дебютировала в фильме 1985 года «Покровитель» и в последующие годы продолжала исполнять небольшие роли в других кинофильмах. Наибольшего успеха она добилась благодаря работе на телевидении, где играла мать в ситкоме NBC «Хулиганы и ботаны» (1999—2000). Также она появилась в «Секс в большом городе», «Закон и порядок», «Закон и порядок: Специальный корпус», «Все мои дети», «Хорошая жена», «В поле зрения», «Готэм» и «Мадам госсекретарь». С 2012 году Бейкер начала играть второстепенную роль матери Лины Данэм в сериале HBO «Девчонки», которая принесла ей две номинации на премию «Выбор телевизионных критиков».
С 1990 года Бейкер замужем за актёром Диланом Бейкером.

## Фильмография
- Покровитель (1985)
- Агент на льду (1986)
- Полная Луна в голубой воде (1988)
- Голубая сталь (1989)
- Приди узреть рай (1990)
- Лестница Иакова (1990)
- Той самой ночью (1992)
- Масло Лоренцо (1992)
- Сумасшедшие герои (1995)
- Сабрина (1995)
- Белый шквал (1996)
- Я не Раппопорт (1996)
- Люди в чёрном (1997)
- Вход и выход (1997)
- Знаменитость (1998)
- Простой план (1998)
- Исповедь (1999)
- Любовь с уведомлением (2002)
- Война миров (2005)
- Останься (2005)
- Ночной слушатель (2006)
- Гретхен (2006)
- Смерть президента (2006)
- Человек-паук 3: Враг в отражении (2007)
- Испытание (2008)
- Ночи в Роданте (2008)
- Весенние надежды (2012)
- Всё изменилось в 23 (2014)
- Большая маленькая ложь / Big Little Lies (2019) — судья Мэрилин Киприани